# Старокалужское шоссе
Старокалу́жское шоссе́ — улица в Обручевском районе Юго-Западного административного округа города Москвы.

## География
Проходит от улицы Намёткина до улицы Обручева. Справа к шоссе примыкает улица Воронцовские Пруды и безымянный проезд до улицы Обручева.
Пересекает улицу Академика Семенихина.

## Происхождение названия
Название улицы утверждено в 1986 году, так как она является частью старинной дороги, ведущей в Калугу. Ранее называлось «Калужское шоссе», «Старокалужское шоссе» или указывались оба названия.

## История
Калужское шоссе начиналось от Калужской заставы и, «пройдя менее 1 км по застроенной домами и мелкими заводами местности, ответвляло от себя идущее на запад Воробьёвское шоссе, а само, делая здесь небольшой изгиб, устремлялось на юго-запад. В 2,5 км дальше от него ответвлялось Боровское шоссе… Калужское шоссе после отхода от него Боровского шоссе шло почти прямо на юг». «У отхода от Калужского шоссе Боровского, по левой стороне первого, находился кирпичный завод, а дальше, — по обеим сторонам этого шоссе, село Семёновское с фруктовыми садами. В 3 км от Семёновского находился совхоз „Воронцово“ с парком и двумя кирпичными заводами… От Семёновского застройка вдоль шоссе протянулась почти до Воронцова». В конце 1957 года начальная часть шоссе (до Ломоносовского проспекта) вошла в состав Ленинского проспекта.
В августе 1960 года Калужское шоссе до села Тёплый Стан вошло в черту Москвы, и вдоль него в 1964—1968 годах начали строительство жилых районов Беляево, Деревлёво и Коньково. В начале 1970-х годов от улицы Обручева до МКАД параллельно шоссе прошла Профсоюзная улица, и значение старого шоссе как транспортной магистрали сошло на нет. Оно было частично застроено, частично сохранилось в виде второстепенных проездов. Кроме собственно Старокалужского шоссе, сохранились участки между Ломоносовским проспектом и улицей Вавилова (как внутриквартальный проезд) и между улицей Бутлерова и улицей Миклухо-Маклая, а также далее между улицей Островитянова и улицей Тёплый Стан (в обоих местах как дублёр Профсоюзной улицы, в 100 м параллельно последней).

## Здания и сооружения
В начале шоссе — парадный въезд в парк бывшей усадьбы Воронцово.

## Транспорт
По шоссе от улицы Обручева к улице Академика Семенихина проходят маршруты автобусов м84, 226, 246, 404, 642, 699, 816, 938, 961, с923, с954 (только в сторону центра и остановок не имеют). В начале шоссе расположена остановка «Воронцовский парк» автобусов 111, 721. В конце шоссе расположен выход со станции метро «Воронцовская».